# Astragalus eastwoodiae
Astragalus eastwoodiae är en ärtväxtart som beskrevs av Marcus Eugene Jones. Astragalus eastwoodiae ingår i släktet vedlar, och familjen ärtväxter. Inga underarter finns listade i Catalogue of Life.